# Molliens-au-Bois
Molliens-au-Bois è un comune francese di 343 abitanti situato nel dipartimento della Somme nella regione dell'Alta Francia.

## Società

### Evoluzione demografica
Abitanti censiti